# David W. Brokensha
David Warwick Brokensha (23 de maio de 1923 - 15 de junho de 2017) foi um antropólogo e professor universitário sul-africano, conhecido por seu trabalho sobre desenvolvimento e culturas indígenas na África.

## Início de vida e educação
Brokensha nasceu em Durban, União da África do Sul, em 23 de maio de 1923.:380 Seu pai era advogado (e mais tarde juiz), enquanto sua mãe era enfermeira de Lancashire, na Inglaterra; eles se casaram em 1915. Seu avô paterno era da Cornualha e mudou-se para a área em 1870.
Brokensha frequentou a Durban Preparatory High School e a Durban High School, onde editou a revista da escola e foi secretário da Debating Society.
Ele começou seus estudos na Rhodes University College, mas saiu em 1940 para lutar na Segunda Guerra Mundial. Tanto Brokensha como o seu irmão Paul foram capturados em Tobruk em 1942 e mantidos num campo de trabalho em Dresden até 1945.:380 Ele alcançou o posto de Cabo, e mais tarde contaria suas experiências no trabalho de Karen Horn de 2015, In Enemy Hands: South Africa's POWs in World War II.:380 Outro irmão, Guy, desapareceu durante a guerra e Brokensha escreveu sobre ele na obra Guy's Story de 2016.:382
Brokensha retornou à África do Sul após a guerra e continuou seus estudos em Rhodes, onde se interessou por antropologia e foi ensinado por Monica Wilson.:380 Em 1983, ele escreveu seu obituário no jornal de Estudos Africanos Africa.
Em 1947, ele ganhou uma bolsa Elsie Ballot para estudar economia na Universidade de Cambridge.:380 No entanto, ele logo mudou para estudar antropologia e foi ensinado por Reo Fortune.:380 Ele obteve um mestrado em Antropologia Social em 1949, e foi transferido para a Universidade de Oxford, onde foi aprovado no exame final para um BLit em 1950. No mesmo ano, ele se converteu ao catolicismo, apoiado por seus professores Godfrey Lienhardt e E. E. Evans-Pritchard.:380

## Carreira
Em 1951, ele se juntou ao Serviço Colonial Britânico por recomendação de Meyer Fortes e John Beattie. Ele foi enviado para Tanganica, mas considerou se tornar um padre católico. Enquanto estava lá, ele chegou ao cargo de comissário distrital. Ele e seu parceiro Riley partiram para a Rodésia do Sul em 1956, onde encontraram outros empregos.:380
Em 1958, eles deixaram a região e Brokensha se tornou professor na Universidade de Gana sob a orientação de St. Clair Drake. Seu trabalho foi compilado em uma etnografia urbana intitulada Mudança Social em Larteh, Gana, que serviu como sua dissertação de 1963 para seu doutorado em Oxford.:380 O trabalho foi um estudo do “contexto social, ambiental e histórico” das pessoas que vivem em Larteh, em Gana.:381 Foi publicado como livro em 1966.
Em 1963, mudou-se para os Estados Unidos e ingressou no Instituto de Estudos Internacionais da Universidade da Califórnia, Berkeley. Ao mesmo tempo, ele deu aulas de educação e sociologia e treinou voluntários do Corpo da Paz. Ele ingressou no departamento de Antropologia da Universidade da Califórnia, em Santa Bárbara, em 1966. Riley acabou se juntando a ele como membro do departamento de Geografia e mais tarde como professor de Estudos Ambientais.:381
Em 1968, ele visitou as comunidades ganesas e ugandenses com Charles J. Erasmus, e seu estudo apoiou as visões positivas de Brokensha sobre os programas de desenvolvimento comunitário.:381 No mesmo ano, ele presidiu o departamento de Antropologia da universidade, numa época em que os estudantes protestavam contra a decisão de não recontratar o arqueólogo radical anti-classificação e anticapitalista Bill Allen, bem como contra a Guerra do Vietnã. Tirando uma licença da universidade em 1970, Brokensha viajou para o Quênia por quinze meses para servir como avaliador do Programa Especial de Desenvolvimento Rural de Mbeere. O objetivo era investir em infraestrutura para melhorar a geração de renda. Ele foi acompanhado por Riley, e eles trabalharam juntos em dois projetos financiados pela National Science Foundation sobre conhecimento etnobotânico. Eles publicaram um estudo de dois volumes em 1988 com base em sua experiência, intitulado The Mbeere in Kenya.:381
Durante a década de 1970, Brokensha começou a defender a inclusão dos povos indígenas na política de desenvolvimento internacional, trabalhando com Thayer Scudder e Michael M. Horowitz para formar o Instituto de Antropologia do Desenvolvimento em 1976.:381 Ele foi nomeado para o Programa de Estudos Ambientais da UCSB em 1976 e mais tarde se tornou seu presidente. Em 1980, ele recebeu o prêmio máximo de ensino da universidade.:382
Brokensha se aposentou da academia em 1989, mas continuou interessado no desenvolvimento indígena. Na sua aposentadoria, ele recebeu um Festschrift intitulado Social Change & Applied Anthropology: Essays in Honor of David W. Brokensha. Seu último livro acadêmico foi uma obra coeditada de 2012 intitulada Mudanças Climáticas e Comunidades Ameaçadas, e ele foi coautor de seu último artigo em 2015.:382
Em 2007, ele publicou um livro de memórias intitulado Brokie's Way: An Anthropologist's Story.:380

## Vida pessoal
Brokensha era abertamente gay. Em junho de 1954, ele conheceu Bernard Riley no Tanga Yacht Club, na atual Tanzânia. Riley esteve no Corpo de Inteligência Britânico durante a guerra, antes de assumir um cargo de professor do ensino médio em Tanga. Apesar da homossexualidade ser ilegal durante grande parte do relacionamento, eles permaneceram juntos.:380 O casal se mudou para a Inglaterra em 1989 e, em 1995, a Universidade da Califórnia permitiu que Riley entrasse no plano de assistência médica e previdência de Brokensha como sua parceira de longa data. Eles se mudaram para Fish Hoek em 1999, e Riley morreu em 2004.
Após sofrer de problemas cardíacos crônicos, Brokensha morreu em 15 de junho de 2017 em sua casa em Fish Hoek, África do Sul.

## Trabalhos selecionados

### Artigos
- «Monica Wilson 1908–82». Africa. 53 (3): 83–87. Julho de 1983. ISSN 1750-0184. doi:10.1017/S0001972000027595
- «Conclusion: some reflections on indigenous knowledge and climate change». Climate Change and Threatened Communities: 197–200. 2012. ISBN 978-1-85339-735-6. doi:10.3362/9781780447254.017
- «Development: Social-Anthropological Aspects». The International Encyclopedia of Social and Behavioral Sciences: 301–306. Dezembro de 2015. ISBN 9780080970875. doi:10.1016/B978-0-08-097086-8.12053-7

### Livros
- Social Change at Larteh, Ghana. Oxford: Clarendon Press. 1966. ISBN 9780198231288
- The Mbeere in Kenya. [S.l.]: University Press of America. 1988. ISBN 9780819169976 (com Bernard Riley)
- The Cultural Dimension of Development: Indigenous Knowledge Systems (em inglês). [S.l.]: Intermediate Technology Publications. 1995. ISBN 9781853392641 (com Leendert Jan Slikkerveer, Dennis M. Warren, and Wim Dechering)
- Brokie's Way: An Anthropologist's Story. Fish Hoek, South Africa: Amani Press. 2007. ISBN 9780620390644
- Climate Change and Threatened Communities: Vulnerability, Capacity, and Action. [S.l.]: Practical Action Publishing. 2012. ISBN 9781853397356 (com A. Peter Castro and Dan Taylor)
- Guy's Story. Fish Hoek, South Africa: Amani Press. 2016. ISBN 9780620704823